# イシドンコ
イシドンコ（石鈍甲、Odontobutis hikimius）は、島根県西部と山口県東部の日本海に注ぎこむ水系にのみ生息する淡水魚。2002年に新種として記載された。

## 分布
島根県西部と山口県東部の日本海に注ぎこむ水系の、河川上・中流域の礫河床に分布。高津川流域が代表される分布地。

## 形態
全長は15センチメートル程度で、最大で30センチメートルになる。頭部はドンコより縦扁する。胸鰭基底の2色黒色斑は上部のものが明瞭であり、ドンコはそうではない。縦列鱗数（側線鱗数）は38-49でありドンコは31-41なのでイシドンコのほうが多い。ドンコよりもシャープで、細長い体形であり、体色は黄褐色で背部に3個程度の黒色斑がある。頬や両眼間には孔器列の並ぶ浅い溝が走る。左右の眼は互いに広く離れており、その間隔は眼の長径よりも広い。

## 生態
河川の中流域から渓流域に生息し、礫河床で障害物の多い場所を好む。砂礫底を好み、岸よりに生える植物の根元に潜んでいることが多い。近縁種のドンコより上流に生息し、より流れのある環境に見られる。代表的な生息地の高津川でもドンコが生息しており、ドンコが下流、イシドンコが上流に棲み分けを行っている。昼間、岩下に潜み、夜間に活動する。

## 保全状況
絶滅危惧Ⅱ類に指定されている。
絶滅危惧II類 (VU)（環境省レッドリスト）